# Johnstown (Ohio)

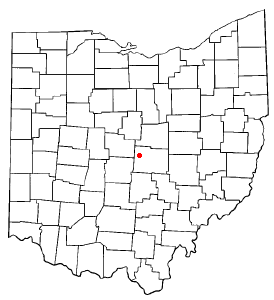
Johnstown na planie stanu Ohio

Johnstown – wieś w USA, w stanie Ohio, w hrabstwie Licking.
Według danych z 2000 roku wieś miała 3440 mieszkańców.